# Юрьев-Польский (станция)
Юрьев-Польский — железнодорожная станция однопутной неэлектрифицированной линии Бельково-Иваново Ярославского региона Северной железной дороги, расположена в одноименном городе Юрьев-Польского района Владимирской области. Железнодорожные "ворота" города. Возможна пересадка на расположенный в 600 метрах к северу от станции городской автовокзал, обслуживающий рейсы по району, во Владимир, Александров.
Железнодорожная станция имеет одну боковую низкую прямую платформу. Есть здание вокзала, зал ожидания, железнодорожные кассы работают с 8:15 до 17:15.

## Дальнее сообщение
На станции ежедневно останавливается пассажирские поезда №661/662 Кинешма-Иваново-Москва, в праздничные и летние дни назначаются проходящие через станцию дополнительные поезда. 
| № поезда                         | Маршрут движения                 | № поезда                         | Маршрут движения                 |
| Круглогодичное обращение поездов | Круглогодичное обращение поездов | Круглогодичное обращение поездов | Круглогодичное обращение поездов |
| -------------------------------- | -------------------------------- | -------------------------------- | -------------------------------- |
| 661                              | Кинешма — Москва                 | 662                              | Москва — Кинешма                 |
| Сезонное обращение поездов       |                                  |                                  |                                  |
| 495                              | Кострома — Адлер                 | 496                              | Адлер — Кострома                 |
| 539                              | Кострома — Анапа                 | 540                              | Анапа — Кострома                 |
| 673                              | Иваново — Москва                 | 674                              | Москва — Иваново                 |

## Пригородное сообщение
На платформе имеет остановку рельсовый автобус Иваново — Александров (по состоянию на май 2019 года — 1 пара поездов в сутки ежедневно), и рельсовый автобус Юрьев-Польский — Иваново (1 пара поездов в сутки, утром на Иваново, вечером из Иваново). Время движения от станции Александров составляет 1 час 57 минут по отдельным летним дням в расписании - 2 часа 30 минут, до Александрова — 1 час 51 минута, от станции Иваново - от 2 часов 13 минут до 3 часов 14 минут, до станции Иваново — от 2 часа 19 минут до 2 часов 23 минут (в зависимости от поезда и дня расписания).